# Saicourt
Saicourt é uma comuna da Suíça, situada na região administrativa de Jura Bernense, no cantão de Berna. Tem 13,75 km² de área e sua população em 2018 foi estimada em 628 habitantes.